# Paolo Berlusconi
Paolo Berlusconi (* 6. Dezember 1949 in Mailand) ist ein italienischer Unternehmer und der jüngere Bruder von Silvio Berlusconi.

## Leben und Wirken
Im Jahr 1990 zwang ein neues Medien-Gesetz (die legge Mammì) Silvio Berlusconi, die Kontrolle über seine Tageszeitung Il Giornale abzugeben. Neuer Eigentümer und Herausgeber wurde daraufhin sein Bruder Paolo.
Mit seiner Gesellschaft Pbf s.r.l. hielt Paolo Berlusconi 51 % am Unternehmen Solari, die wiederum den italienischen Markt für Decoder von DVB-T kontrolliert, die sich seit Juli 2008 in Liquidation befindet. Außerdem war er von 1986 bis 2017 Vizepräsident des Fußballvereins AC Milan.
2002 wurde er u. a. wegen Bilanzfälschung und Korruption angeklagt und zu einem Jahr und neun Monaten Haft auf Bewährung sowie zur Zahlung von 49 Millionen Euro Strafe verurteilt, weil er von der Mailänder Stadtverwaltung 86 Mio. Euro für seine Mülldeponie SIMEC erhalten hatte.
Im Juni 2009 mussten Paolo Berlusconi und die Società Europea Golf 4,5 Millionen Euro Entschädigung und 150.000 Euro Anwaltskosten an die Gemeinde Pieve Emanuele zahlen.
Am 12. Januar 2010 wurde er wegen Rechnungsfälschung zu einer Gefängnisstrafe von vier Monaten verurteilt.